# Zygmunt Anczok
Zygmunt Józef Anczok, poljski nogometaš, * 14. marec 1946, Lubliniec, Poljska.
Sodeloval je na nogometnemu delu poletnih olimpijskih iger leta 1972 in osvojil naslov olimpijskega prvaka.